# Mario Petri
Mario Petri (21 de enero de 1922 - 26 de enero de 1985) fue un bajo, cantante de ópera y actor de nacionalidad italiana, con un repertorio musical especializado principalmente en obras de Wolfgang Amadeus Mozart y Rossini.

## Biografía
Nacido en Perugia, Italia, su verdadero nombre era Mario Pezzetta. Hijo de un pequeño comerciante de carbón, manifestó desde muy joven su pasión por la música. Mudado a Roma, estudió con el maestro de canto Mario Cusmic, que descubrió la potente voz de bajo del artista.
Petri inició su carrera tras la Segunda Guerra Mundial, debutando en escena en 1947 en el Teatro de La Scala de Milán. En dicho teatro cantó al siguiente año el papel de Creonte en el estreno de la ópera de Stravinsky Edipo rey. Se hizo famoso gracias a la intuición de Herbert von Karajan, que lo dio a conocer al gran público en 1950, en La Scala, como protagonista de Don Giovanni. 
Petri actuó en Roma, Florencia, Venecia, Parma, Bérgamo, Verona y Nápoles. Cantó con Maria Callas en la obra de Cherubini Medea. En 1951, celebrando en cincuentenario de la muerte de Verdi, cantó en la radio italiana (RAI) I Lombardi alla prima crociata, I masnadieri, y Simón Boccanegra.
Pronto, su reputación como intérprete de Don Giovanni le valió una invitación para actuar en los festivales de Glyndebourne, Salzburgo y Edimburgo. Petri hizo relativamente pocas actuaciones fuera de Europa, aunque fue cantante invitado en varias ocasiones en Dallas en 1965.
Su repertorio se centró principalmente en Mozart (Don Giovanni, Las bodas de Fígaro), Rossini (La italiana en Argel, La Cenicienta, Semiramide, Mosè in Egitto), interpretando también algunas obras de Giuseppe Verdi. Además, de Don Giovanni, su buena presencia física y su voz le facilitaron alcanzar la fama con personajes como Arkel en Peleas y Melisande, Macbeth, el marqués de Posa y Jack Rance.
Petri puede ser escuchado en grabaciones discográficas como la de La italiana en Argel, en la que cantaba junto a Giulietta Simionato y Cesare Valletti, bajo la dirección de Carlo Maria Giulini, así como en discos de I Lombardi y Simón Boccanegra.
A partir de los años 1960, Petri también se dedicó a la interpretación cinematográfica, actuando en una serie de películas italianas de aventuras.
Mario Petri falleció en Città della Pieve, Italia, en 1985, a causa de un accidente cerebrovascular. Tenía 63 años de edad. Había estado casado con una bailarina clásica, con la cual tuvo una hija, la escritora y traductora Romana Petri.

## Repertorio
Mozart

Figaro/Le Nozze di Figaro
Don Giovanni/Don Giovanni
Sarastro/Die Zauberflöte

Monteverdi

Seneca/L'incoronazione di Poppea

Paisiello

Don Basilio/Il barbiere di Siviglia (Paisiello)

Pergolesi

Count Robinson/La cambiale di matrimonio

Cherubini

King Creon/Medea (Cherubini)

Galuppi

Don Tritemio/Il filosofo di campagna

Rossini

Mustafa/L'italiana in Algeri
Don Basilio/Il barbiere di Siviglia
Don Magnifico/La cenerentola
Mose/Mosè in Egitto
Assur/Semiramide

Donizetti

Duke Don Alfonso/Lucrezia Borgia (Donizetti)

Verdi

Pagano/I Lombardi alla prima crociata
Macbeth/Macbeth (Verdi)
Massimiliano/I masnadieri
Jacopo Fiesco/Simon Boccanegra
Renato/Un ballo in maschera
Rodrigo, Marchese di Posa/Don Carlos
Ramfis/Aida

Puccini

Jack Rance/La fanciulla del west

Ponchielli

Alvise/La Gioconda

Boito

Simon Mago/Nerone

Debussy

Arkel/Pelléas et Mélisande

Pizzetti

Agamennone/Clitennestra

## Discografía

### Grabaciones en estudio
- Simón Boccanegra, con Paolo Silveri, Antonietta Stella, Carlo Bergonzi y Walter Monachesi, dir. Francesco Molinari Pradelli - Cetra 1951
- I Lombardi alla prima crociata, con Maria Vitale, Gustavo Gallo y Miriam Pirazzini, dir. Manno Wolf Ferrari - Cetra 1951
- La italiana en Argel, con Giulietta Simionato, Cesare Valletti y Marcello Cortis, dir. Carlo Maria Giulini - EMI/Columbia 1954
- Il filosofo di campagna, con Anna Moffo, Rolando Panerai y Elena Rizzieri, dir. Renato Fasano - HMV 1958
- El barbero de Sevilla, con Rolando Panerai, Graziella Sciutti, Nicola Monti y Renato Capecchi, dir. Renato Fasano - Ricordi 1959
- Don Giovanni (DVD), con Sesto Bruscantini, Teresa Stich-Randall, Leyla Gencer, Luigi Alva y Graziella Sciutti, dir. Francesco Molinari Pradelli - video-RAI 1960 ed. VAI/Opera D'Oro

### Grabaciones en directo
- Medea, con Maria Callas, Carlos Guichandut, Fedora Barbieri y Gabriella Tucci, dir. Vittorio Gui - Florencia 1953 ed. Legato/IDIS
- La Gioconda, con Anna De Cavalieri, Giuseppe Di Stefano, Aldo Protti y Fedora Barbieri, dir. Tullio Serafin - Nápoles 1953 ed. Opera Lovers
- La flauta mágica, con Nicolai Gedda, Elisabeth Schwarzkopf, Giuseppe Taddei, Rita Streich y Alda Noni, dir. Herbert von Karajan RAI-Roma 1953 ed. Myto/Urania/Walhall
- Peleas y Melisande, con Ernst Haefliger, Elisabeth Schwarzkopf, Michel Roux, Graziella Sciutti y Christiane Gayraud, dir. Herbert von Karajan - RAI-Roma 1954 ed. Arkadia/Walhall
- Las bodas de Fígaro, con Rolando Panerai, Igmaar Seefried, Elisabeth Schwarzkopf y Sena Jurinac, dir. Herbert von Karajan - La Scala 1954 ed. Melodram/Myto/Walhall
- Aida, con Antonietta Stella, Franco Corelli, Fedora Barbieri y Anselmo Colzani, dir. Vittorio Gui - Nápoles 1955 ed. Bongiovanni/IDIS
- La fanciulla del West, con Gigliola Frazzoni y Kennet Neate, dir. Alfredo Simonetto - RAI-Milán 1955 ed. Myto
- Nerone, con Anna De Cavalieri, Mirto Picchi y Giangiacomo Guelfi, dir. Franco Capuana - Nápoles 1957 ed. Cetra/GOP/Opera D'Oro
- Don Giovanni (DVD), con Sesto Bruscantini, Orietta Moscucci, Ilva Ligabue, Luigi Alva y Graziella Sciutti, dir. Nino Sanzogno - Nápoles 1958 ed. House of Opera
- La italiana en Argel, con Marilyn Horne, Pietro Bottazzo y Walter Monachesi, dir. Carlo Franci - Roma-RAI 1968 ed. Arkadia/Opera Italiana
- Semiramide, con Joan Sutherland, Monica Sinclair, Ottavio Garaventa y Ferruccio Mazzoli, dir. Richard Bonynge - Roma-Rai 1968 ed. Nuova Era/Opera D'Oro
- Don Carlos, con Juan Oncina, Boris Christoff, Maria Candida y Mirella Parutto, dir. Carlo Franci - Venecia 1969 ed. Mondo Musica/Premiere Opera
- I masnadieri, con Gastone Limarilli, Rita Orlandi Malaspina y Bonaldo Giaiotti, dir. Franco Mannino - Turín-RAI 1971 ed. Opera Lovers
- Macbeth, con Gwyneth Jones, Aage Haugland y Franco Tagliavini, dir. Riccardo Muti - Florencia 1975 ed. Lyric Distribution

## Filmografía
- 1960 - La regina dei tartari
- 1961 - Drakut il vendicatore
- 1961 - La schiava di Roma
- 1961 - Capitani di ventura
- 1961 - La conquista de la Atlántida
- 1962 - Giulio Cesare contro i pirati
- 1962 - L'ira di Achille, de Marino Girolami
- 1962 - Il capitano di ferro
- 1962 - Il colpo segreto di d'Artagnan
- 1963 - Il boia di Venezia
- 1963 - Il segno di Zorro, de Mario Caiano
- 1963 - Goliath, de Siro Marcellini
- 1964 - Totò contro il pirata nero
- 1964 - Sansone e il tesoro degli Incas, de Piero Pierotti
- 1964 - Sandokan alla riscossa, de Luigi Capuano
- 1964 - Sandokan contro il leopardo di Sarawak, de Luigi Capuano
- 1964 - Ercole contro i tiranni di Babilonia, de Domenico Paolella
- 1965 - Golia alla conquista di Bagdad, de Domenico Paolella